# Andrew Butler
Andrew Pickens Butler, född 18 november 1796 i Edgefield, South Carolina, död 25 maj 1857 nära Edgefield, South Carolina, var en amerikansk demokratisk politiker och jurist. Han representerade delstaten South Carolina i USA:s senat från 1846 fram till sin död.
Butler utexaminerades 1817 från South Carolina College (numera University of South Carolina). Han studerade sedan juridik och inledde 1818 sin karriär som advokat i South Carolina. Han arbetade senare som domare.
Senator George McDuffie avgick 1846 och efterträddes av Butler. Han och Stephen A. Douglas presenterade 1854 ett lagförslag, Kansas-Nebraska Act, som innebar att invånarna i två nya territorier själva fick välja om de ville ha slaveri eller inte. Lagen godkändes i senaten men proteströrelsen mot lagen växte till Republikanska partiet. Butler avled 1857 i ämbetet och efterträddes av James Henry Hammond.
Butler gravsattes på Big Creek Butler Churchyard i Edgefield. Butler County, Kansas har fått sitt namn efter Andrew Butler. Brorsonen Matthew Butler var senator för South Carolina 1877-1895.